# Liga de Heilbronn
La Liga de Heilbronn fue una alianza encabezada por Suecia que agrupó a diversos Estados protestantes del norte y el oeste del Sacro Imperio Romano Germánico. Se fundó en la Ciudad imperial libre de Heilbronn, de la que tomó el nombre, el 23 de abril de 1633, durante la guerra de los Treinta Años. Contó con el apoyo de Sajonia y Brandeburgo-Prusia, pese a que no ingresaron en ella.
Se fundó tras la muerte de Gustavo II Adolfo de Suecia en Lützen, en noviembre de 1632, la encabezó Suecia y Francia la financió. Pese a que sus miembros tenían prioridades y objetivos divergentes, tuvo un éxito considerable hasta su derrota en Nördlingen y en Willstätt en septiembre de 1634.
Estos reveses proporcionaron una oportunidad al emperador Fernando para negociar con sus adversarios protestantes. La Paz de Praga casi acabó con el conflicto en el seno del Sacro Imperio y la Liga se disolvió. No supuso, empero, el fin de los combates en la zona, que prosiguieron hasta 1648, debido fundamentalmente a las acciones de potencias extranjeras como Francia, Suecia, la República holandesa y España.

## Antecedentes

La muerte de Gustavo II Adolfo de Suecia en Lützen, noviembre de 1632.

Muchos protestantes alemanes permanecieron neutrales en la primera etapa de la guerra de los Treinta Años, que comenzó en Bohemia y luego se extendió en 1620 al Palatinado. Esto cambió en 1629, cuando el emperador Fernando promulgó el Edicto de Restitución, que exigía la devolución a sus antiguos dueños de aquellas propiedades que hubiesen cambiado de posesor desde 1552. En casi todos los casos esto comportaba la devolución de propiedades por parte de protestantes a la Iglesia católica, anulando en la práctica lo estipulado en 1555 en la Paz de Augsburgo. Además, el emperador estaba dejando que sus ejércitos se abasteciesen saqueando los territorios que atravesaban, incluidos los de sus aliados, en vez de sufragar su abastecimiento.
Esto hizo que Sajonia y Brandeburgo-Prusia se uniesen a Gustavo Adolfo cuando invadió el Imperio en 1630. Los motivos de la intervención sueca fueron una mezcla de voluntad de auxilio a correligionarios protestantes y de deseo de apoderarse de Pomerania para controlar el lucrativo comercio báltico. La expedición fue financiada por Francia, preocupada por las victorias imperiales junto a su frontera oriental cercana al Rin.
La coalición ganó una serie de batallas a la Liga católica alemana, que culminó con la de Lützen de noviembre de 1632. Las ventajas de la victoria protestante quedaron mermadas por el fallecimiento en la batalla de Gustavo Adolfo, que debilitó la causa de la Liga.

## Formación y objetivos

Las circunscripciones imperiales hasta 1648. El territorio de la borgoñona, situada al noroeste del Imperio, se dividió entre la República holandesa y los Países Bajos Españoles.

A Gustavo Adolfo le sucedió su hija de seis años, Cristina, por lo que la dirección de la política nacional pasó al canciller Axel Oxenstierna. Este se aseguró primero el control del ejército y luego pasó a sustituir la laxa alianza por otra con una estructura más oficial, con el fin de despejar las dudas que existían sobre la fiabilidad de los aliados. Estos tenían diferencias con Suecia: Brandeburgo consideraba que la Pomerania sueca bloqueaba su acceso al comercio en el mar Báltico, y el señor de Sajonia, el elector Juan Jorge, tenía a los ejércitos suecos por igual de peligrosos que los del emperador.
Juan Jorge propuso celebrar una reunión de los Estados protestantes alemanes en Dresde tras la batalla de Lützen, con el objetivo de negociar un pacto de neutralidad, al tiempo que Francia cesaba el pago del subsidio a Suecia y esperaba a ver cómo evolucionaba la situación. Los consejeros del emperador animaron a su señor a aprovechar el momento para abrogar el edicto de 1629, pero Fernando prefirió continuar con las operaciones militares con la esperanza de imponerse por la fuerza y desaprovechó la oportunidad de acordar la paz.
Oxenstierna invitó a las circunscripciones imperiales de la Alta Renania, la Baja Renania-Westfalia, Suabia y Franconia a que enviasen delegados a Heilbronn. Las ciudades hanseáticas se negaron a participar en la reunión que, pese a ello, concluyó con la formación de la Liga el 27 de abril de 1633.
Francia reanudó el pago de los subsidios el 7 de abril; estos se hacían directamente a Suecia, lo que le permitía dominar la nueva alianza. Oxenstierna fue nombrado su director, con veto sobre asuntos militares; presidía una junta de diez miembros, tres de los cuales eran suecos y el resto conocidos partidarios de Suecia, como el conde Solms-Hohensolms. Los coligados acordaron formar un ejército de setenta y ocho mil soldados, si bien finalmente apenas aportaron un tercio del dinero necesario para financiar los gastos que tal número requería. Por añadidura, los alemanes se comprometieron a mantener las hostilidades hasta que Suecia obtuviese una «compensación justa», mientras que Oxenstierna prometió la vuelta a la situación territorial anterior a 1618.

## Disolución: la Paz de Praga de 1635
La alianza contaba con cierto apoyo de Sajonia y Brandeburgo y batió en varias ocasiones a la Liga católica. Sin embargo, la victoria imperial en Nördlingen en 1634 restauró el equilibrio militar y dio a Fernando otra posibilidad de firmar la paz.
La Liga y sus apoyos tenían prioridades diferentes. Francia sostuvo a los Países Bajos, a los rivales de los suecos en el Báltico, y en mayo de 1631 firmó el Tratado de Fontainebleau con Maximiliano de Baviera, aliado de Fernando y enemigo de Suecia en Renania en la campaña de 1633-1634. Suecia trató de conservar el dominio del Báltico y retener Pomerania. Sus aliados alemanes, por el contrario, deseaban restaurar la situación territorial de 1618, lo que hubiese supuesto anular las ganancias de Francia y Suecia.
Fernando aceptó a finales de 1633 que no podía imponer el catolicismo por la fuerza. Los Estados luteranos de Dinamarca-Noruega y Hesse-Darmstadt actuaron como mediadores y en noviembre de 1634 el emperador llegó a un acuerdo preliminar con Juan Jorge, conocido como el Pirnaer Noteln. Fue corregido notablemente, pero sirvió de base a la Paz de Praga de 1635, que conllevó la disolución de las ligas católica y de Heilbronn.